# Kvanefjeldite
La kvanefjeldite è un minerale.